# Made of Hate
Made of Hate (früher bekannt als Archeon) ist eine Melodic-Death-Metal-Band aus Warschau.

## Geschichte
Made of Hate wurde 2007 von Michał Kostrzyński, Tomasz Grochowski (Hellish), Radosław Półrolniczak und Jarek Kajszczak gegründet, nachdem sie sich von ihrem alten Namen Archeon trennten und einen Neuanfang starteten.
Schon als Teenager musizierten die 4 Freunde gemeinsam und fanden ihre ersten Fans. Später traten sie als Archeon auf vielen großen polnischen Veranstaltungen auf, wo sie die Aufmerksamkeit der Medien erregten.
Seit 2007 tritt die Band unter dem Namen Made of Hate auf. Ein Jahr später wurde ihr Debütalbum Bullet in Your Head unter dem deutschen Label AFM Records veröffentlicht.
Am 27. August 2010 erschien das zweite Studioalbum Pathogen auf dem auch erstmals Radosław Półrolniczak, der sonst Gitarre spielt, sang. Zudem enthielt das Album deutliche Merkmale des Power- und Thrash Metals. Wie schon beim Vorgänger waren auf dem Album vermehrt Gitarrensoli vertreten, die denen der Band Children of Bodom ähneln.
Anfang Oktober 2012 verließ Jarek Kajszczak (Bass) die Band. Im Februar 2013 folgte Marlena Rutkowska als neue Bassistin.
Ende Oktober 2012 begannen die Arbeiten an ihrem dritten Album Out of Hate und wurden im Februar 2013 beendet. Das Album erschien am 22. April 2014.

## Stil
Made of Hate zeichnet sich vor allem durch melodische Solos in ihren Liedern aus. Dazu kommt der eher raue Gesang von Michał Kostrzyński. Die Musik ist vergleichbar mit der von Children of Bodom, Norther oder Naildown.

## Diskografie
- 2007: Bullet in Your Head (Demo)
- 2008: Bullet in Your Head (AFM Records)
- 2010: Pathogen (AFM Records)
- 2014: Out of Hate (Fonografika)